# بيل بلوك
بيل بلوك (بالإنجليزية: Bill Block)‏ هو منتج أفلام أمريكي، ولد في 2 أبريل 1954 في نيويورك في الولايات المتحدة.

## وصلات خارجية
- بيل بلوك على موقع IMDb (الإنجليزية)
- بيل بلوك على موقع ألو سيني (الفرنسية)
- بيل بلوك على موقع قاعدة بيانات الفيلم (الإنجليزية)